# Altamasch Noor

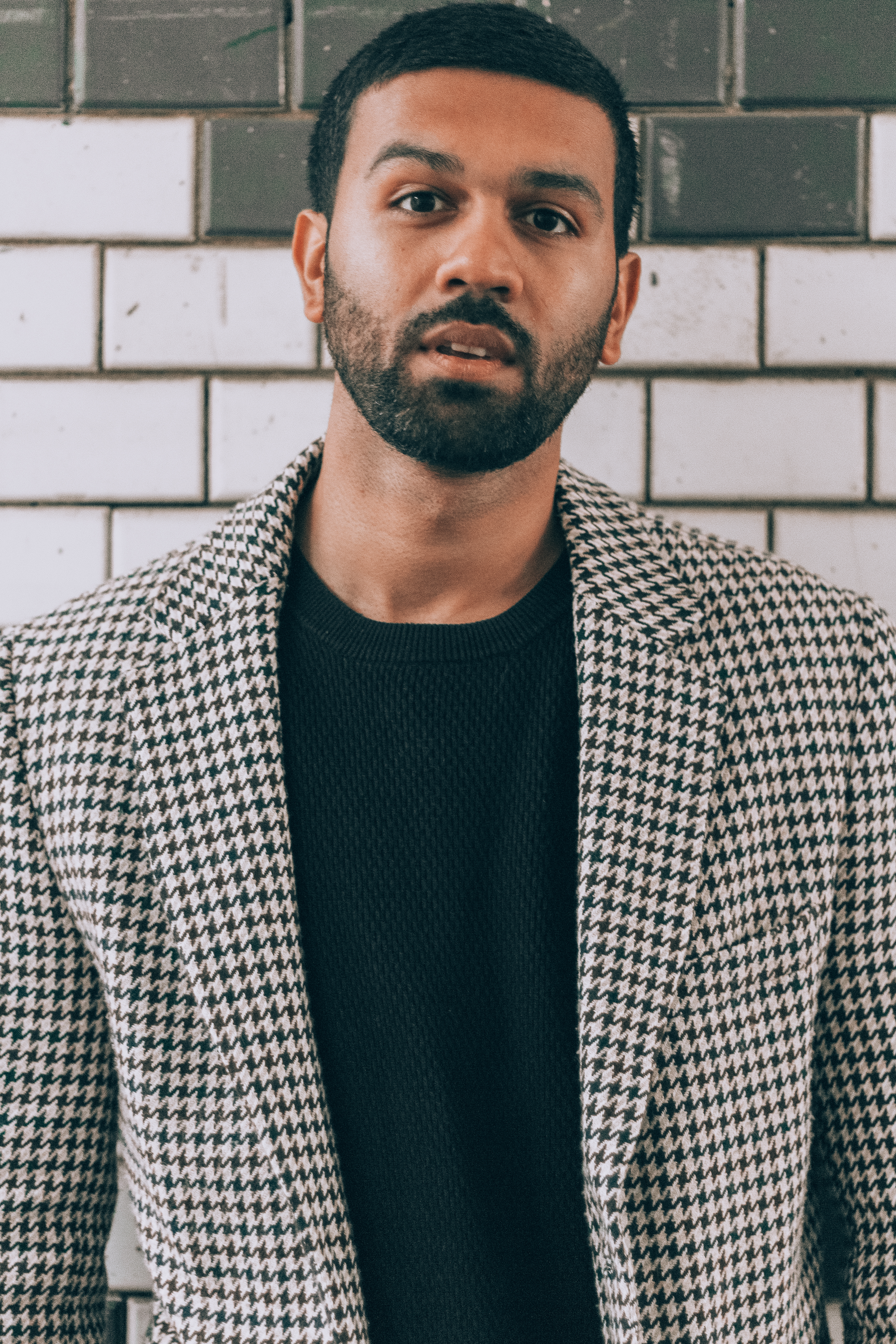
Altamasch Noor (2019)

Altamasch Noor (* 1990 in Kabul) ist ein deutscher Schauspieler.

## Leben
Altamasch Noor verbrachte seine ersten Lebensjahre in seinem Heimatland Afghanistan, wo sein Vater gegen die Taliban gekämpft hatte, bis die fünfköpfige Familie nach der Machtergreifung der Taliban mit Hilfe von Schleuserbanden mehrere Wochen über den Iran und quer durch Europa nach Deutschland flüchtete. Nach ihrer Ankunft – Altamasch Noor war damals 9 Jahre alt – lebte die Familie zunächst auf einem Wohnschiff für Flüchtlinge in Övelgönne.
Noor besuchte die Realschule, wo einer seiner Lehrer ihn zu einem Schnupperkurs an einer Schauspielschule schickte. Er erhielt ein Stipendium von einer Schauspielschule und absolvierte von 2010 bis 2013 seine Schauspielausbildung an der Schule für Schauspiel Hamburg (SFSH). Während seiner Ausbildung wirkte er in mehreren Theaterproduktionen der SFSH mit, unter anderem unter der Regie von Wladimir Tarasjanz. Am Hamburger Thalia Theater betreute er als Regisseur mehrere Theateraufführungen im Rahmen des dreijährigen Kooperationsprojekts „Gott und die Welt und ich“, bei dem Flüchtlinge aus Afghanistan, Lateinamerika und verschiedenen afrikanischen Ländern gemeinsam Theaterstücke entwickelten und auf die Bühne brachten. Noors Produktion Tor zur Welt wurde 2014 als „Projekt des Monats“ vom Bundesamt für Migration und Flüchtlinge (BAMF) ausgezeichnet und finanziell gefördert. 2014 gastierte er bei den Dresdner Musikfestspielen.
Seit 2014 steht Noor regelmäßig auch für Kino- und Fernsehproduktionen vor der Kamera. Im Kino war er in den Jugendfilmen Bibi & Tina: Tohuwabohu Total (2017) und Die Pfefferkörner und der Fluch des Schwarzen Königs (2017) zu sehen. Altamasch wirkte außerdem neben Christiane Paul in der internationalen Netflix-Thriller-Serie Paranoid (2016) mit. In der ZDF-Fernsehreihe Dengler (2016) spielte er unter der Regie von Lars Kraume an der Seite von Ronald Zehrfeld, André Hennicke, Robert Alexander Beer, Jannis Niewöhner und Roxane Duran einen Freund von Denglers Sohn. Im Dortmunder Echtzeit-Tatort: Sturm (2007) war er einer der drei Täter. Im ersten Film der TV-Reihe Der Barcelona-Krimi (2017) verkörperte er unter der Regie von Jochen Alexandre Freydank den jungen tatverdächtigen Pakistani Sameer Qureshi.
Noor wirkte außerdem in mehreren TV-Serien mit. In der Kinder- und Jugendserie Die Pfefferkörner spielte er in einer wiederkehrenden Serienrolle den Chauffeur und Bodyguard Hamit Yildirim. In der 7. Staffel der ZDF-Serie Heldt (2019) übernahm Noor eine Episodenhauptrolle als LKA-„Cybercrime“-Kommissar Sanjay Kapoor. Ab der 2. Staffel der ZDF-Serie SOKO Hamburg (erstmals in Folge 6, Oktober 2019) spielte er in einer wiederkehrenden Rolle Eddin Khan, den jüngeren Bruder der Kommissariatsleiterin Sarah Khan (Pegah Ferydoni). In der ZDF-Serie Blutige Anfänger (2020) übernahm er eine Episodenrolle als tatverdächtiger Asylbewerber Miran.
In den ZDF-Fernsehfilmen Gegen die Angst (2019) und Die Jägerin – Nach eigenem Gesetz (2021), in deren Mittelpunkt die Berliner Staatsanwältin Judith Schrader (gespielt von Nadja Uhl) steht, gehörte Noor als Computerspezialist Tayfun Bastürk zum polizeilichen Ermittlerteam.
In der 8. Staffel der TV-Serie In aller Freundschaft – Die jungen Ärzte (2023) übernahm er eine Episodenhauptrolle als Notfallpatient, der glaubt, einen Diamanten, den er in einen selbst geschmiedeten Verlobungsring einsetzen wollte, verschluckt zu haben. In der 18. Staffel der ZDF-Serie Notruf Hafenkante (2023) hatte er eine Episodenhauptrolle als afghanischer Übersetzer und Asylbewerber Nadim Hussein.
Auch im 3. und 4. Film der Krimireihe um die Berliner Staatsanwältin Judith Schrader, Die Jägerin – Riskante Sicherheit (2023) und Die Jägerin – gegen die Wut (2025), war Noor wieder als Polizeiermittler Tayfun Bastürk zu sehen.
Altamasch Noor, der mittlerweile zum Christentum konvertierte, ist verheiratet und lebt in Hamburg.

## Filmografie (Auswahl)
- 2014: Die Brücke (Kurzfilm)
- 2014: Dr. Klein: Perfekte Welt (Fernsehserie, eine Folge)
- 2016: Dengler – Am zwölften Tag (Fernsehreihe)
- 2016: Paranoid (Fernsehserie)
- 2017: Bibi & Tina: Tohuwabohu Total (Kinofilm)
- 2017: Großstadtrevier: Für nix und für alles (Fernsehserie, eine Folge)
- 2017: Tatort: Sturm (Fernsehreihe)
- 2017: Die Pfefferkörner und der Fluch des Schwarzen Königs (Kinofilm)
- 2017: Der Barcelona-Krimi – Über Wasser halten (Fernsehreihe)
- 2017–2018: Die Pfefferkörner (Fernsehserie)
- 2018: Das Joshua-Profil (Fernsehfilm)
- 2019: Heldt: Gehackt (Fernsehserie, eine Folge)
- 2019: Gegen die Angst (Fernsehfilm)
- 2019; 2021–2022: SOKO Hamburg (Fernsehserie, Serienrolle)
- 2020: Blutige Anfänger: Im rechten Licht (Fernsehserie, eine Folge)
- 2021: Du sollst nicht lügen (Miniserie)
- 2021: Die Jägerin – Nach eigenem Gesetz (Fernsehreihe)
- 2022: Grump (Kinofilm)
- 2023: In aller Freundschaft – Die jungen Ärzte: Aufbruch (Fernsehserie, eine Folge)
- 2023: Notruf Hafenkante: Ausgemustert (Fernsehserie, eine Folge)
- 2023: Der Pakt (Guy Ritchie’s The Covenant)
- 2023: Die Jägerin – Riskante Sicherheit (Fernsehreihe)
- 2024: Am Ende der Wahrheit (Fernsehfilm)
- 2025: Unter anderen Umständen: Die einzige Zeugin (Fernsehreihe)
- 2025: Die Jägerin – Gegen die Wut (Fernsehreihe)
- 2025: Nachtschicht: Der Unfall (Fernsehreihe)